# Mélanie Pilon
Pour les articles homonymes, voir Pilon.
Mélanie Pilon, née le 28 mai 1980, est une actrice québécoise ainsi qu'une réalisatrice. Elle est formée comme actrice au Collège Lionel-Groulx à Sainte-Thérèse, et comme réalisatrice à l'INIS. Elle fonde sa propre école, les Ateliers Mélanie Pilon, où elle enseigne le jeu caméra aux finissants des écoles de théâtre ainsi qu'aux acteurs autodidactes.

## Biographie
Diplômée en interprétation de l’option-théâtre du Collège Lionel-Groulx en 2003, elle entame une carrière au théâtre, à la télévision et au cinéma. Elle décroche son premier grand rôle en 2005 dans la série télévisée Les Ex, diffusée à TVA et à Série. Elle sera également de la distribution de la télésérie Au nom de la loi, réalisée par Podz. Au cinéma, on peut la voir dans Sur la trace d'Igor Rizzi, un film de Noël Mitrani ainsi que dans La Petite Reine, un film d'Alexis Durand-Brault. Les quatre derniers courts-métrages qu'elle réalise, Assises, Piégé, Digne et Mission Cohésion, sont sélectionnés dans plusieurs festivals et remportent plusieurs prix à travers le monde.
Elle tient aussi le rôle de Sabine Sanscartier dans la série culte Lance et compte : La revanche et Lance et compte : Le grand duel. Son incarnation d'Héloise dans les deux premières saisons de Toute la vérité marque le public, tout comme son interprétation du personnage de Mélissa Caron dans la populaire série Unité 9, diffusée à Radio-Canada. Elle est également de la distribution de la série Mémoires vives, La Malédiction de Jonathan Plourde, Plan B, Alertes, ainsi que dans Discussions avec mes parents, une série écrite par François Morency.
Au théâtre, elle jouera dans Merci Chéri !, Et je sais que cela doit être le paradis, à La Licorne, ainsi que dans Les Peintres du charbon au Théâtre Jean-Duceppe et le rôle de Roxane dans Cyrano de Bergerac, partout à travers le Québec.
Mélanie Pilon fait également partie de la websérie Coming Out, réalisée par Mathieu Blanchard et produit par Sans Tabou Productions. Elle interprète le rôle de Nathalie, une infirmière, dans la série Jenny réalisée par Jean-Sébastien Lord. Elle interprète depuis l'automne 2022 le personnage d'Évelyne, dans la série Comme des têtes pas de poule, diffusée à Télé-Québec. De plus, depuis 2023, elle interprète le personnage de Madame Loyal, dans la série jeunesse Cirkus, diffusée à la télévision de Radio-Canada.